# لو باربارو
لو باربارو (بالإنجليزية: Lou Barbaro)‏ هو لاعب غولف أمريكي، ولد في 3 يوليو 1916، وتوفي في 11 أكتوبر 1976.